# Raymundo Mário Sobral
Raymundo Mário Sobral (Belém, 20 de julho de 1938 – Belém, 12 de fevereiro de 2025) foi um escritor e jornalista brasileiro.

## Biografia
Raymundo Mário Sobral nasceu no bairro do Umarizal, na cidade de Belém.
Filho de Mário Alves Sobral e Lucy Pimental Sobral, estudou e concluiu seus estudos no Colégio Nazaré. Pouco depois, casou-se com Léa Sobral. Em 1979, o escritor fundou o tabloide PQP - Um Jornal pra Quem Pode. Escreve diariamente a coluna Jornaleco. Seus escritos têm caráter humorístico (o próprio escritor intitula-se "Comendador da Ordem do Macaco Torrado"), usando o falar típico do paraense como forma de comunicação. Em 1987, foi tema da escola de samba Quem São Eles, com enredo O Escambau Ilustrado do Comendador.
Sofreu um AVC em 2013.
Sobral morreu no dia 12 de fevereiro de 2025, aos 86 anos, vitimado por uma pneumonia.

## Obras
- SOBRAL, Raymundo Mário. O Candiru de Ocrides: Crônicas. Belém, Ed. Grafisa, 1976.
- SOBRAL, Raymundo Mário. O Motel de Ocrides: Crônicas. Belém, Ed. Grafisa, 1978.
- SOBRAL, Raymundo Mário. Repórter 69. Belém, Ed. Cejup, 1987.
- SOBRAL, Raymundo Mário. Santa Ignorância - 20 Anos de Papel Pintado. Belém, Ed. Santo Antônio, 1993.
- SOBRAL, Raymundo Mário. O Melhor do PQP - O Livro dos 15 Anos. Belém, Ed. Santo Antônio, 1994.
- SOBRAL, Raymundo Mário. Dicionário Papachibé - A Língua Paraense: Volume I. 1996.
- SOBRAL, Raymundo Mário. Dicionário Papachibé - A Língua Paraense: Volume II. 1998.
- SOBRAL, Raymundo Mário. Dicionário Papachibé - A Língua Paraense: Volume III. 2005.